# 陈家楼圣若瑟堂
陈家楼圣若瑟堂是位于山東省济南市天桥区的一座天主教堂。该堂为1660年在济南西关外的陈家楼创建，是济南第二座天主教堂。1907年（清光绪三十三年）天主教济南教区的方济各会意大利籍神父重建了陈家楼圣若瑟堂，将其建成一座哥特式教堂。现在该堂仍在使用，坐落在火车站东侧一片拥挤的低层民房中。 
2007年，陈家楼天主教堂公布为第三批济南市文物保护单位。2015年，陈家楼天主教堂公布为第五批山东省文物保护单位。